# Madonna di Campiglio
Madonna di Campiglio – małe miasteczko i centrum sportów zimowych, położone w północnych Włoszech, w gminie Pinzolo, w regionie Trydent-Górna Adyga, około 30 km na północny zachód od Trydentu, 60 km na północ od jeziora Garda. Miejscowość jest położona w dolinie Val Rendena na wysokości 1522 m n.p.m. Otaczające ją góry należą do pasma Dolomitów Brenty, będących częścią Alp Retyckich

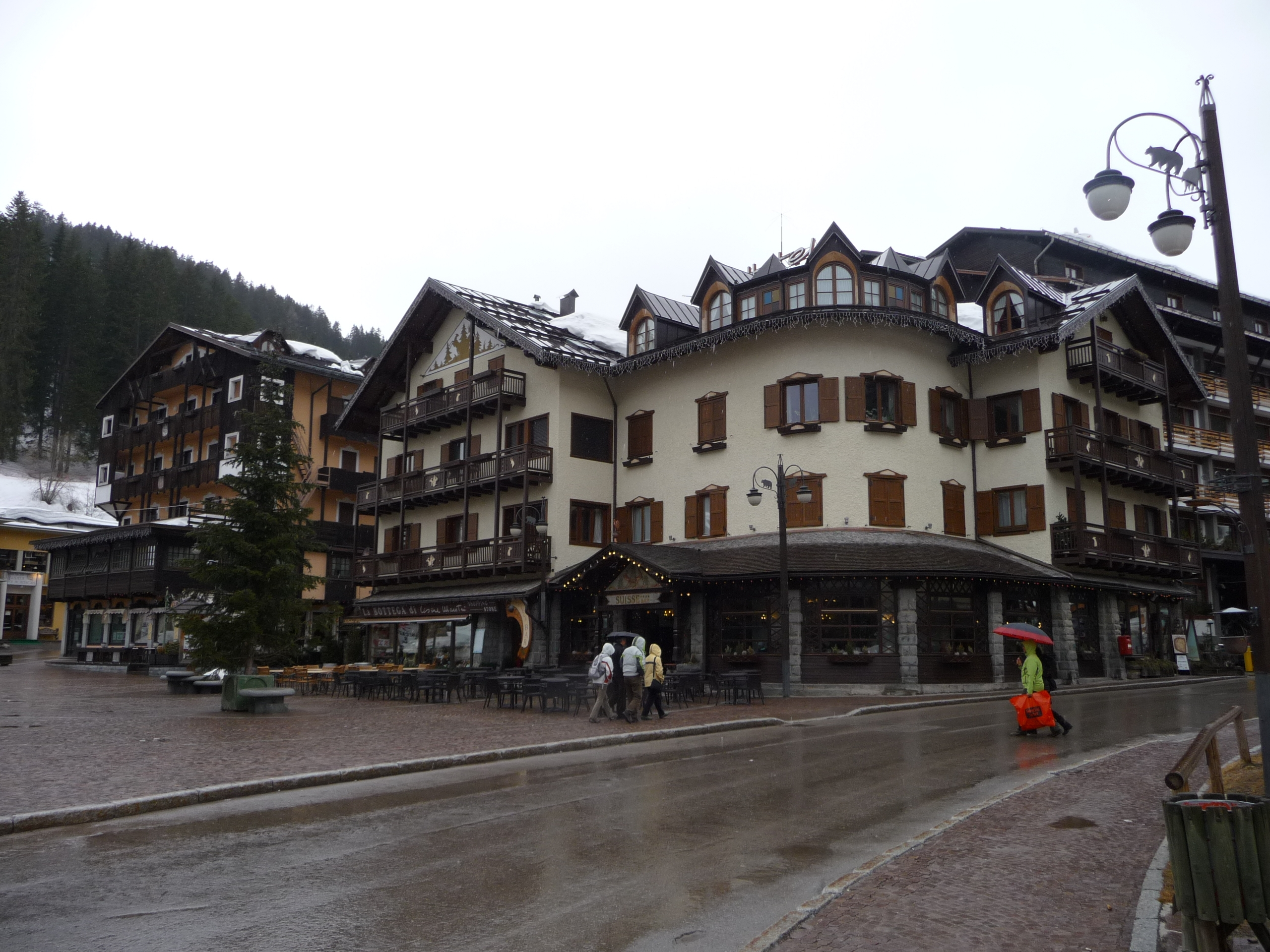
Centrum miasta w kwietniu

Miejscowość jest znana między innymi z odbywających się corocznie zawodów w narciarstwie alpejskim. Zawody w slalomie specjalnym rozgrywają się na jednym z dwóch przeciwległych zboczy; trasie 3 Tre lub trasie z Monte Spinale. W zawodach Pucharu Świata kobiet w 1984 roku pierwsze miejsce zajęła Polka – Dorota Tlałka-Mogore, co jest jak dotychczas jedynym zwycięstwem reprezentantki Polski w narciarstwie alpejskim tego cyklu (spośród mężczyzn Andrzej Bachleda-Curuś wygrywał dwukrotnie w 1972 roku).
Nartostrady z Monte Spinale należą do większego systemu szlaków narciarskich wiodących do najwyżej w okolicy położonych nartostrad na Passo del Grosté. W samej miejscowości i w najbliższym otoczeniu znajduje się 57 wyciągów pozwalających skorzystać ze 150 km tras narciarskich o przepustowości ponad 31 tys. osób na godzinę. Znajduje się tu także snow-park o powierzchni 50 000 m² oraz 40 km tras narciarstwa klasycznego. Wraz ze znajdującym się w tej samej dolinie Pinzolo, a także z leżącymi w niedalekim sąsiedztwie Folgaridą i Marillevą oraz trochę dalej Tonale, Folgarią, Peio i Andalo tworzy on 380-kilometrowy system tras narciarskich obsługiwanych przez 140 wyciągów i kolejek objętych jednym wspólnym skipassem o nazwie „Superskirama Dolomiti”.
Madonna di Campiglio z racji położenia na znacznej wysokości oraz czynnych cały rok kolejek gondolowych jest punktem wypadowym do wspinaczki wysokogórskiej. Ponadto w miejscowości bierze początek kilkanaście tras spacerowych i wspinaczkowych w kierunku Dolomitów Brenty oraz Masywu Adamello.

## Galeria

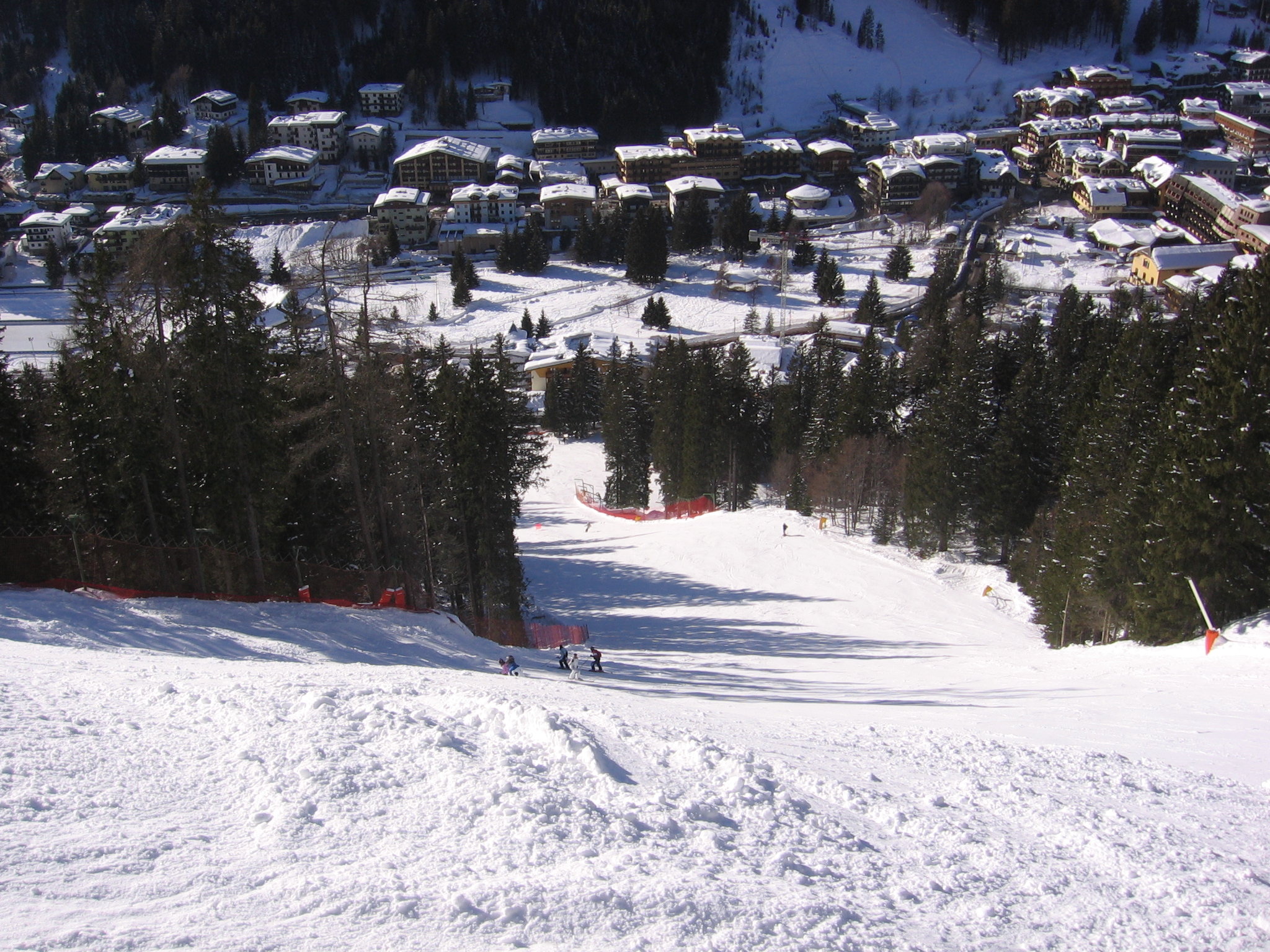
Widok na centrum miejscowości z trasy narciarskiej prowadzącej z Monte Spinale